# Terschelling
Terschelling (nizozemska izgovorjava: [tɛrˈsxɛlɪŋ] (); zahodnofrizijsko Skylge; lokalno narečje: Schylge) je občina in otok v severni Nizozemski, eden od Zahodnofrizijskih otokov. Nahaja se med otokoma Vlieland in Ameland.
Prebivalci otoka Wadden so znani po svoji iznajdljivosti pri uporabi vsega, kar naplavi na obalo. Z malo dreves, ki se uporabljajo za les, je večina kmetij in hlevov zgrajenih z jamborov, pridobljenimi iz ladijskih razbitin. Otoki so obkroženi z razbitinami ladij in še danes na obalo naplavi veliko kontejnerjev, ki jih je odpihnilo s krovov kontejnerskih ladij v Severnem morju.
Glavni vir dohodka na Terschellingu je turizem. Nekaj je kmetijstva, vendar je velik del otoka postal naravni rezervat.
Terschelling je dobro znan po letnem festivalu Oerol, med katerim gledališke predstave igrajo po vsem otoku, pri čemer uporabljajo njegovo pokrajino in naravo.
Do Terschellinga lahko pridemo s trajektom iz celinskega frizijskega mesta Harlingen in iz Vlielanda s hitrim katamaranom.

## Zgodovina
Otok v sedanji obliki je nastal v srednjem veku iz peščenega območja, imenovanega De Schelling na zahodu in prvotnega otoka Wexalia na vzhodu. Ime Wexalia, Wuxalia ali Wecsile je srednjeveško ime vzhodnega Terschellinga. Vendar je to ime ob koncu srednjega veka izginilo. Zadnjič se ime Wexalia pojavlja v pogodbi med Folkerus Reijner Popma, takratnim vladarjem Terschellinga, in angleškim kraljem Edvardom IV. leta 1482.
Najstarejši sledovi civilizacije na Terschellingu segajo okoli leta 850, ko so na hribu blizu Seerypa ali Strypa (Striep) zgradili majhno leseno cerkev. Ta hrib je bil kasneje uporabljen kot grobišče in je znan kot "Strieperkerkhof".
V zgodovini so obstajale napetosti med prebivalci Zahodnega (West)-Terschellinga, ki je močno usmerjen k morju, in bolj kmetijsko usmerjenih prebivalcev Vzhodnega (East)-Terschellinga. Leta 1612 je to pripeljalo do razdelitve otoka na neodvisni politični enoti, Zahodni-Terschelling in Vzhodni-Terschelling. Šele po francoski okupaciji v začetku 19. stoletja je bil Terschelling ponovno združen v eno celoto.
Nizozemski pomorščak Willem Barentsz se je rodil na Terschellingu okoli leta 1550.
Leta 1666 so Zahodni-Terschelling oropali Angleži. Angleška flota je prvotno načrtovala napad na nizozemsko trgovsko floto, ki je bila privezana pred obalo Vlielanda, naslednjega otoka na zahodu. Ko so se nizozemske ladje umaknile proti Terschellingu, so jim Angleži sledili, uničili 150 nizozemskih ladij in pristali v pristanišču Zahodni-Terschelling. Mesto so Angleži ob tej priložnosti požgali do tal, kar je postalo znano kot " Holmesov kres " po angleškem admiralu Sir Robertu Holmesu. Nekateri so razmišljali o velikem požaru v Londonu istega leta  da je bilo Božje maščevanje. Naslednje leto, leta 1667, so Nizozemci pod poveljstvom De Ruyterja izvedli povračilni pohod in angleški mornarici zadali močan udarec v napadu na Medway (znanem tudi kot bitka pri Chathamu), s čimer se je dejansko končala druga angleška Nizozemska vojna. 
Leta 1799 se je HMS "Lutine" , britanska fregata, natovorjena z britanskim zlatom, v neurju potopila na zahodni obali Terschellinga (je bila pomotoma navedena v lemi o Texelu). Njena razbitina se je premikala v pesku; kljub več intenzivnim, dobro financiranim iskanjem je bilo najdenih le nekaj zakladov. Čaša iz srebrne palice je razstavljena v Narodnem pomorskem muzeju v Greenwichu. Njen zvonec so našli in je zdaj na sedežu londonskega Lloyda, kjer pozvonijo, preden sporočijo pomembno novico.
Do leta 1942 je bil Terschelling, tako kot Vlieland, del province Severna Holandija.

## Jezik
Na otoku Terschelling govorijo nizozemščino, nacionalni jezik Nizozemske, in zahodnofrizijščino. V zgodovini so frizijska narečja prevladovala na zahodni in vzhodni strani otoka, medtem ko je nizozemsko narečje, imenovano Midslands, glavni jezik Srednjega otoka in okolice v središču otoka. Vendar pa je uporaba treh narečij v upadu in vsa tri počasi nadomešča standardni nizozemski jezik.

## Brusnice
Otok je znan po tem, da je eden od le dveh Vatskih otokov, kjer rastejo brusnice, drugi pa je otok Vlieland. Leta 1840 je na obalo otoka naplavilo sod brusnic, ki so ga mornarji očitno spakirali kot antiskorbut, in otočani so jih gojili za svoje mornarje.
Brusnice so se, ko so ugotovile, da je okolje ugodno, uveljavile na otoku. Dandanes brusnična polja pokrivajo  48 ha. Brusnice se v glavnem prodajajo turistom, uporabljajo pa jih otoške restavracije in pekarne.

## Naselitvena središča
Območja v Terschellingu so naslednja: (Standardna zahodnofrizijska imena v oklepaju)
- Formerum (Formearum)
- Hee
- Hoorn (Hoarne)
- Kaard
- Kinnum (Kinum)
- Landerum
- Lies
- Midsland (Midslân)
- Midsland aan Zee (Midslân oan See)
- Midsland-Noord (Midslân-Noard)
- Oosterend (Easterein)
- Seerijp (Stryp)
- West aan Zee (West)
- West-Terschelling (seat) (West-Schylge)

## Galerija
- otok Terschelling
- Trgovina v Terschelling
- otok Terschelling
- Terschelling, glavna ulica

## Poglej tudi
- Oan Schylge, otoška himna